# Turkovići Ogulinski
Turkovići Ogulinski is een plaats in de gemeente Ogulin in de Kroatische provincie Karlovac. De plaats telt 255 inwoners (2001).